# ديفون مكدونالد
ديفون مكدونالد (بالإنجليزية: Devon McDonald)‏ هو لاعب كرة قدم أمريكية أمريكي، ولد في 8 نوفمبر 1969 في كينغستون في جامايكا.

## وصلات خارجية
- ديفون مكدونالد على موقع مرجع كرة القدم المحترفة.كوم (الإنجليزية)